# Ali Akbar Khan
Ali Akbar Khan (Shibpur, 14 aprile 1922 – San Anselmo, 18 giugno 2009) è stato un musicista bangladese.
Virtuoso del sarod, uno strumento a 25 corde appartenente alla famiglia dei liuti, Khan è riconosciuto da molti fra i più grandi artisti asiatici di sempre nonché colui che ha contribuito a popolarizzare la musica classica indiana in Occidente.

## Biografia
Figlio del polistrumentista Allaudin Khan, ha iniziato a esercitarsi con vari strumenti musicali sin da quando era bambino, fino a quando, ancora giovanissimo, iniziò a impratichirsi con il sarod, strumento con cui giunse a esercitarsi 18 ore al giorno. Ha tenuto il suo primo concerto ad Allahabad nel 1936 e pochi anni più tardi è diventato un musicista di corte del maharaja di Jodhpur. Nel 1955 venne invitato dal violinista Yehudi Menuhin a New York dove si è esibito per la prima volta negli USA presso il Museum of Modern Art. Sempre nel 1955 è uscito Music of India (Morning And Evening Ragas), il primo album di musica indiana mai registrato in Occidente. Negli anni sessanta, ha inciso le sue prime colonne sonore e ha collaborato in più occasioni con il sitarista e suo allievo Ravi Shankar. Sempre assieme a Shankar ha collaborato al Concert for Bangladesh (1971), a cui hanno preso parte artisti come George Harrison e Bob Dylan. Ha anche fondato diverse scuole a Calcutta (India), San Rafael (California) e Basilea (Svizzera). Nel 1991 ha ricevuto una borsa di studio presso la MacArthur Foundation. È morto nel 2009 all'età di 87 anni.

## Discografia parziale
- 1955 – Music of India (Morning and Evening Ragas)
- 1960 – Music of India (con Ravi Shankar)
- 1962 – Ali Akbar Khan
- 1963 – Ali Akbar Khan
- 1963 – Classical Indian Music
- 1964 – The Classical Music of India
- 1964 – North Indian Master of the Sarod
- 1964 – Ustad Ali Akbar Khan
- 1964 – Raga Prabhakali / Kaushi Bhairavi (con Pandit Kishan Maharaj)
- 1965 – Raga Miyan Ki Todi / Raga Zilla-Kafi
- 1965 – Ustad Ali Akbar Khan
- 1965 – Duets (con Ravi Shankar e Alla Rakha)
- 1966 – Master Musician of India
- 1966 – Morning and Evening Ragas